# Piatră ponce

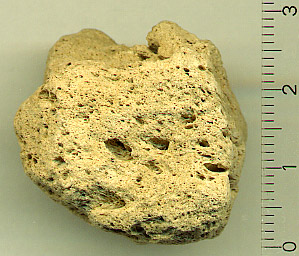
Fragment de piatră ponce foarte poroasă provenind din vulcanul Teide din Insulele Canare. Densitatea fragmentului este de 0.25 g/cm³.

Piatra ponce(din franceză:pierre ponce - în latină: pumex) este o rocă vulcanică foarte poroasă și cu o densitate mică, frecvent inferioară lui 1, ceea ce îi permite în acest caz să poată pluti pe suprafața apei. Din acest motiv, și datorită culorii sale albe sau cenușii-deschis, mai este denumită și spumă de mare.
Ia naștere prin răcirea a rapidă a lavei ieșite la suprafață, care conține un procent de apă mai mare decât la formarea obsidianului, la care se adaugă și gaze ca CO2.
Datorită proprietăților sale abrazive, această rocă este întrebuințată la curățatul petelor de pe mâini, la înlăturarea pielii îngroșate, precum și în pedichiură, pentru îndepărtarea pielii deteriorate și uscate și a calozităților.